# Jakub Shpata
Jakub Shpata (c. 1369-1416) was een Albanese heerser uit de Shpata-dynastie. Hij was van 1415 tot 1416 de laatste despoot van Arta, een staat gesticht en geregeerd in het huidige Griekenland door Albanese edelen die vanaf 1367 vanuit zuid-Albanië wisten uit te breiden naar Epirus, Acarnanië en Aetolië.

## Biografie
Jakub Shpata was een kleinzoon van Gjin Shpata die - samen met Pjetër Losha - de eerste heersers waren van het Despotaat Arta. In 1415 claimde Jakub de opvolging over het despotaat na het overlijden van zijn broer Muriq (heerser sinds 1401).
Jakub, die zich naar de islam bekeerde tijdens de Ottomaanse expansie naar de Balkan, lokte echter al snel weerstand uit. De lokale bevolking van Arta kwam in opstand waarna Shpata, na gevangen gehouden te worden, de stad Arta verliet. Nadien zocht Shpata steun bij de Ottomaanse sultan Mehmet I. Shpata kon rekenen op militaire steun van de Ottomanen en wist de stad na een belegering te heroveren.
Zijn heerschappij duurde echter niet lang, in 1416 heroverden Carlo I Tocco en Leonardo II Tocco de stad van de Albanezen waarna het Despotaat Arta werd ontbonden. 